# Перо Ловшин
Петер Ловшин (такође Перо Ловшин; 27. јун 1955, Љубљана) је словеначки певач популарне музике и новинар. Завршио је Гимназију Мосте у Љубљани, а 1980. године дипломирао је са темом "Порнографија - друштвени феномен" на Факултету за социологију, политичке науке и новинарство Универзитета у Љубљани. Довео је на југословенско тржиште познати и у то време веома успешан порнографски часопис Приват, који је и уређивао до 1991. године. Током своје каријере био је запослен као новинар, уредник и репортер, али од средине 90-их је само професионални музичар. Аутор је и химне фудбалске репрезентације Словеније и фудбалског клуба Олимпија и аутор музике за филм о Року Петровићу. Више година је потпредседник фудбалског клуба Слован. У својој четрдесетогодишњој музичкој каријери снимио је 20 студијских албума како у групама тако и самостално и добио бројне награде. Наступао је на свим највећим позорницама Словеније и земаља бивше Југославије, имао је распродате концерте у хали Тиволи и дворани Стожице са Панкртима, као и самостално у Крижанкама и Цанкарјевом дому. Поводом 40. годишњице каријере, снимљен је играно-документарни филм о Ловшину.

## Музичка каријера

### 1977-1987
Године 1977. са социологом Грегором Томецом, са којим су били и текстописци, основао је бенд Панкрти, који је деловао до 1987. године и био узор каснијој панк рок сцени и музичком покрету Новог таласа у бившој Југославији. Након распуштања 1989. године, Панкрти су се поново окупили за наступ на Конгресном тргу у Љубљани током афере ЈБТЗ, а затим 2007. на обележавању 30. годишњице и 2017. на обележавању 40. годишњице. И први концерт у хали Тиволи и други у хали Стожице су распродати. И 2010. године наступили су пред 100.000 посетилаца на фестивалу пива у Београду. Наступили су и на Егзит фестивалу.

### 1987-1992
Пре него што је започео успешну самосталну музичку каријеру, основао је рок бенд Соколи. Соколи су били најутицајнији словеначки рок бенд свог времена, који је такође добио бројне награде. Албум „Марија помагај“ и даље је један од најпродаванијих словеначких албума. Одликовао их је чврст звук, који их је разликовао од других сличних словеначких бендова. Последњи концерт Соколи су одсвирали 1993. негде у Корушкој, у Аустрији, јер су, како је записао један хроничар, били „превелика група за премалу државу”. Њихови највећи хитови: Марија помози ми, Моја мама је стрела, Чист нор, Други свет, Кад су трешње цветале, Грева пунца в јужне краје, Содн дан...

### 1992-2000
Ловшин је познат и по томе што је помогао многим младим талентима да успеју, као што су Big Foot Mama, Маја Кеуц и Легало Криминало. Big Foot Mama је била његова предгрупа почетком деведесетих, а део групе касније је била његова пратећа група Vitezi obložene mize. Легала Криминало тренутно прати његова група Петер Ловшин & Шпански борци. Као соло уметник, током овог периода написао је неколико лажних хитова који су обележили различите епохе: Хиша наспрот сонца, Сам ен мајхен пољуб, Најбољши пар, Јулита, Словенија гре напреј, Најбољш је бит задет, Добри професор, Течај романтике, Ангел из некје вмес, Толе је зате...
Између 1993. и 2000. године објавио је 5 студијских албума, за које је добио бројне награде. Између осталог, снимио је и једну (7. секретар Скоја) са хрватским панк рокерима Куд Идијоти.
Године 1995. примљен је међу 5.000 музичара из целог света у публикацији Internation Who is Who in Music у издању Међународног биографског центра Кембриџ.
Заједно са Владом Креслином и Зораном Предином, 2000. године снимио је за љубитеље фудбала још увек најпрепознатљивију словеначку спортску химну "Словенија гре напреј". Написао је и текст за химну.
Након формирања Бајукове владе, тројка Креслин – Предин – Ловшин у знак протеста отказује учешће на државној прослави поводом Дана државности. Ловшин ово јавно не коментарише, али Предин објашњава да ово није њихова влада . Поводом 30. годишњице земље, Ловшин жали што никада није позван на прославу.
2000-2018
Снимио је албум Излет из 2000. и Happu Hour 2007. године на Јамајци са легендарним бендом Боба Марлија, и са продуцентом Брајаном Џобсоном, који је такође продуцирао No Doubt и Eurythmics. Последњи сингл "Happy Hour" са истоименог албума, који је у основи „споредни пројекат“, снимао је и са Брајаном Џобсоном на Јамајци, где се радо враћа. Спот за њу је снимио словеначки редитељ Јан Цвиткович. Иначе, албум Happy Hour је на енглеском језику и намењен је претежно страној публици. У Словенији је и пре објављивања песма проглашена за песму недеље на Валу 202, иако плоча није усмерена на словеначко тржиште.
2009. године наступа на солистичком концерту у љубљанским распроданим Крижанкама.
Објављује албум Худичев сод, који одражава његову љубав према народној, словеначкој и међународној музици. Албум је наишао на одличан пријем код критике и публике, продаја је била одлична за словеначке услове; албум је било најпродаванији четири месеца и 6 недеља. Ловшин је све надградио успешном и дугом турнејом по Словенији, Хрватској и Србији, која је кулминирала у септембру 2010. великим концертом у љубљанским Крижанкама. 
2014. објављује антологију текстова Мој поглед на свет у којој представља своје омиљене и иначе најпрепознатљивије песме из доба Панкрта, Соколова и његове самосталне каријере. Уз књигу излази сингл са песмама Мој поглед на свет и Позабљена љубезен. Насловна песма је, између осталог, постала песма недеље на Валу 202 
Те године је уврштен на нерангирану листу 10 најбољих рок певача у Словенији.

## Награде и признања
- Награда 7. секретара СКОЈ-а за албум Долгцајт, 1980
- Вјестник, певач 1982. год
- Соколи, златна нота за најбољу групу 1993. године
- Соколи, златна нота за албум из 1993
- Плакета града Љубљане Панкртима за заслуге у области културе, 2018

## Дисцографија

### Албуми (након Панкрта)
- 1989 Соколи - Битка за рањенце, ЗКП РТЉ
- 1990 Соколи - Марија помагај, Хелидон
- 1992 Соколи - Сатан је блазн зматран, Хелидон
- 1993 Петер Ловшин ин Витези о'бложене мизе - Хиша наспрот сонца, Хелидон
- 1995 Петер Ловшин & Витези Ом'а - Долина краљиц, Хелидон
- 1997 Петер Ловшин - Задњи крижарски поход, Хелидон
- 1998 Петер Ловшин & КУД Идијоти - Осми секретар СКОЈ-а 88-98, Хелидон
- 1999 Петер Ловшин - Дан одпртих врат, Big Bang
- 2000 За ведно ИН - Словенија гре напреј, НЗС
- 2001 Петер Ловшин - Излет
- 2003 Петер Ловшин - Течај романтике, Ника Рецордс
- 2005 Петер Ловшин - ВЕЧ муз'ке
- 2005 Петер Ловшин - Все најбољше (компилација), Рацман
- 2007 Петер Ловшин & The Sellers - Happy Hour
- 2010 Петер Ловшин - Худичев сод, ЗКП
- 2012 Петер Ловшин & Шпански борци - За спремембо, ЗКП
- 2017 Петер Ловшин - Обмочје медведа, КУД Стрела